# ارتش سرخ
|                              |
| اجزا                         |
| ستاد کل                      |
| نیروهای راهبردی موشکی        |
| ارتش سرخ * نیروی زمینی شوروی |
| نیروی دفاع هوایی شوروی       |
| نیروی هوایی                  |
| نیروی دریایی                 |
| درجات نظامی                  |
| درجات نظامی شوروی            |
| تاریخ نظامی                  |
| تاریخ نظامی شوروی            |
| تاریخ درجات نظامی روسیه      |

ارتش سرخ کارگران و کشاورزان (به روسی: Рабоче-крестьянская красная армия) که عموماً به اختصار ارتش سرخ (به روسی: Красная армия) خوانده می‌شود، نیروی زمینی و هوایی جمهوری فدراتیو سوسیالیستی روسیه شوروی و از سال ۱۹۲۲، اتحاد جماهیر شوروی بود. این نیروی بلافاصله پس از انقلاب اکتبر سال ۱۹۱۷ توسط بلشویک‌ها برای به‌کارگیری در جنگ داخلی روسیه به وجود آمد. از ماه فوریه سال ۱۹۴۶ این نیروی نظامی با تغییر عنوان به نیروی زمینی شوروی در کنار نیروی دریایی شوروی بدنه اصلی قوای مسلح این کشور را تا هنگام انحلال آن در سال ۱۹۹۱، تشکیل می‌داد.

## تشکیل
ارتش سرخ ۲۳ فوریه سال ۱۹۱۸ به منظور محافظت از دولت ولادیمیر لنین در مقابل نیروهای ضد کمونیستی ارتش سفید ایجاد شد. سازمان اولیه عموماً توسط لئون تروتسکی، کمیسار خلق در امور جنگ انجام گرفت. بدین منظور ۵٫۵ میلیون نفر بسیج گشتند اما با توجه به کمبود شدید آموزش و تسلیحات، نیروهای خط مقدم ارتش سرخ در جنگ داخلی روسیه به ندرت به بیش از ۵۸۰ هزار نفر می‌رسید. سال‌های نخست ارتش سرخ مداوما درگیر جنگ داخلی و جنگ با لهستان بود. با وجود شکست تحقیرآمیز در برابر لهستانی‌ها، پیروزی در جنگ داخلی بقای رژیم کمونیستی را تضمین نمود. با این حال ارتش سرخ در این درگیری‌ها یک میلیون نفر از نیروهای خود را از دست داد.

## دوره بین دو جنگ

### فرماندهی
هیچ فرماندهی عالی یا هر گونه نظام راهبردی فرماندهی یا مراکز ارتباطات در زمان صلح در ارتش سرخ وجود نداشت. سه سازمان مسئولیت بسیج جزئی، حفظ آمادگی نیروها و استقرار راهبردی آن‌ها را بر عهده داشتند. کمیساریای خلق دفاع تحت نظارت نزدیک استالین و پولیتبورو حزب کمونیست، سیاست کلی دفاع را تبیین و تمهیدات خاصی از آمادگی نیروها را تأیید یا رد می‌کرد. ستاد کل پیش‌نویس رسمی طرح بسیج، استقرار و جنگ را آماده می‌نمود و نقشی کلیدی در اجرای آن داشت اما تنها با تأیید کمیساریای خلق دفاع عمل می‌کرد. در نهایت شوراهای نظامی مناطق نظامی مسئول حفظ آمادگی نیروهای منطقه و اجرای طرح‌های ستاد کل در صورت دریافت دستور از طرف کمیساریای خلق دفاع بودند.
روز ۲۲ سپتامبر سال ۱۹۳۵ با حکم شورایی در کمیساریای خلق دفاع مدارج نظامی مجدداً در ارتش سرخ برقرار گشت. این مدارج از مارشال و فرمانده ارتش، سپاه و تیپ (درجه یک و دو) تا ستوان تعیین شده بود. ماه نوامبر ۵ تن درجه مارشالی را دریافت نمودند. تا سال ۱۹۳۶ ارتش سرخ دارای ۱۶ فرمانده ارتش (۵ تن درجه یک و ۱۶ تن درجه دو)، ۶۲ فرمانده سپاه، ۲۰۱ فرمانده لشکر، ۴۷۴ فرمانده تیپ، ۱۷۱۳ سرهنگ، ۵۵۰۱ سرگرد، ۱۴۳۶۹ سروان، ۲۶۰۸۲ ستوان ارشد و ۵۸۵۸۲ ستوان بود. در این زمان تمامی فرماندهان ارشد و بسیاری از فرماندهان جز کهنه‌سربازان رزم‌دیده بودند.
ارگان‌های فرماندهی عملیاتی هنگام آغاز جنگ در سال ۱۹۴۱ هم از نظر ساختار سازمانی و هم آموزش و آمادگی نیروها از آمادگی لازم برخوردار نبودند. پاکسازی‌های نظامی از سال ۱۹۳۷ آشفتگی شدیدی در فرماندهی نیرو ایجاد کرده بود و کسانی که در جایگاه‌های فرماندهی قرار داشتند نه آموزش و نه تجربه کافی جهت اجرای مؤثر وظایفشان داشتند. به افرادی که برای فرماندهی گردان و هنگ آماده شده بودند فرماندهی سپاه، ارتش و جبهه محول می‌شد. شرایط مشابهی اثربخشی نیروهای ستادی را نیز در تمامی سطوح کاهش داده بود.

### توان و سازمان
پس از پایان جنگ داخلی روسیه، شرایط آشفته اقتصادی شوروی از هزینه کرد برای یک ارتش بزرگ دائمی جلوگیری می‌کرد. بدین ترتیب تعداد نفرات ارتش سرخ تا سال ۱۹۲۵ به ۵۶۲ هزار نفر یعنی یک دهم حداکثر میزان آن در طول جنگ داخلی، کاهش پیدا کرد. لشکرهای این ارتش به نیروهای ذخیره‌ای که از مناطق خاصی فراخوانده می‌شدند، وابسته بودند. بنابر نظام برگرفته شده در سال‌های ۱۹۲۴ و ۱۹۲۵، برآورد می‌شد ترکیبی از آرایش‌های قوای معمول و نیروهای شبه‌نظامی محلی در هنگام جنگ ۱۴۰ لشکر را به وجود آورند اما ظرفیت ارتش سرخ در دوران صلح به شدت محدود بود.
به مرور زمان تمامی نیروهای ارتش سرخ با حذف شبه‌نظامیان محلی، به قوای ثابت معمول بدل گشتند. تا ماه ژوئن سال ۱۹۳۸، ارتش سرخ به یک نیروی تمام وقت ۱٫۵ میلیون نفری تبدیل شد.

#### نیروهای مکانیزه
نخستین هنگ آزمایشی تانک با استفاده از ۶۰ تانک خارجی در سال ۱۹۲۷ در مسکو شکل گرفت. سه سال بعد در ماه مه سال ۱۹۳۰، نخستین تیپ مکانیزه نیز تشکیل شد. روز ۹ مارس سال ۱۹۳۲، کمیساریای دفاع خلق توصیه به تشکیل نیروهای زرهی در تمامی سطوح فرماندهی کرد. هر لشکر تفنگدار می‌بایست شامل یک گردان با ۵۷ تانک و هر لشکر سواره‌نظام می‌بایست شامل یک هنگ مکانیزه با ۶۴ تانک می‌شد. هر سپاه تفنگدار نیز می‌بایست یک تیپ تانک و یک سپاه مکانیزه مستقل جهت اجرای عملیات عمیق، در جایگاه ذخیره می‌داشت. نخستین سپاه‌های مکانیزه ارتش سرخ در پاییز سال ۱۹۳۲ پدید آمد. هر سپاه مکانیزه با یک تیپ تفنگدار و دو تیپ تانک، اندکی از لشکرهای زرهی غربی بزرگ‌تر بود. مکانیزه‌سازی ارتش سرخ به شکل عالی پیش نمی‌رفت. بیشتر تانک‌های شوروی زره سبکی داشتند و بر سرعت جهت محافظت تکیه می‌نمودند. اغلب تجهیزات تولید شده در اوایل و میانه دهه ۱۹۳۰ تا آغاز جنگ در سال ۱۹۴۱ منسوخ و فرسوده شده بودند. تجهیزات ارتباطی که برای تحرک در میدان نبرد ضروری بود، در ارتش سرخ به شدت غیرقابل اتکا بودند. در سال ۱۹۳۵ اندازه سپاه‌های مکانیزه کاهش پیدا کرد چرا که بزرگی آن‌ها اجازه تحرک را نمی‌داد. تأکید بر تهاجم مکانیزه سبب شده بود ارتش سرخ از برنامه‌ریزی و آموزش امور دفاعی حداقل در سطح راهبردی غافل شود. با وجود این کاستی‌ها، شوروی در میانه دهه ۱۹۳۰ در زمینه تولید، برنامه‌ریزی و به‌کارگیری نیروهای مکانیزه در سطح جهان پیشرو به حساب می‌آمد. ارتش سرخ در این زمان حتی از آلمان در مفاهیم نظری و تجربیات عملی جنگ‌افزارهای زرهی جلوتر بود.
ماه ژوئیه سال ۱۹۳۹ کمیسیونی به ریاست گریگوری کولیک، معاون کمیسار دفاع موضوع نیروهای زرهی را مورد بازنگری قرار داد. این کمیسون ماه اوت تصمیم به حذف عناصر پیاده‌نظام از سپاه‌ها و تیپ‌های زرهی و تقلیل نیروهای زرهی به وظایف پشتیبانی پیاده‌نظام گرفت و توصیه به ایجاد ۴ لشکر موتوریزه کرد که می‌توانستند مستقلانه یا در قالب گروه‌های سواره-مکانیزه عمل کنند. مدتی بعد کمیساریای دفاع رسماً سپاه‌های تانک را منحل نمود. با این حال سپاه تانک همچنان در عمل باقی ماندند. بدین ترتیب مفهوم نیروهای زرهی در ارتش سرخ نسبت به شرایط آن در سال ۱۹۳۶ پس‌رفت نشان داد.

### همکاری با آلمان
ارتش سرخ سعی کرد نیاز شدید خود به فناوری غربی را با ضمیمه‌ای سری در پیمان راپالو بر طرف سازد. در دوران تعدیل نیروهای نظامی، یکی از معدود راه‌های دستیابی به منابع و آزمایش تسلیحات همکاری مخفیانه نظامی با آلمان بود. احساس خطر از طرف لهستان و نیاز به دور زدن محدودیت‌های اعمال شده بر آن‌ها توسط متفقین غربی، نقاط اشتراک بین این دو دشمن سابق بود. آلمان برای یک دهه از سال ۱۹۲۱، اقدام به تأمین هزینه‌ها و کمک‌های تکنیکی به ارتش سرخ جهت ساخت و آزمایش تسلیحاتی چون تانک کرد. با وجود کم بودن مقدار این ادوات، این شرایط فرصتی برای طرفین پدید آورد که تسلیحاتی را که نمی‌توانند اختیار کنند به دست آورند.

### طرح و توسعه دکترین
با وجود همکاری شوروی و آلمان، نیروهای مسلح دو کشور دکترین و نظریه‌های نظامی خود را مستقلانه توسعه دادند. در این میان میخائیل فرونزه اقدام به تنظیم یک دکترین نظامی یگانه مناسب یک حکومت سوسیالیستی کرد. همزمان، میخائیل توخاچفسکی و ولادیمیر تریاندافیلوف یک نظریه راهبردی از عملیات‌های پیاپی بر مبنای تجربیات شکست ارتش سرخ در مقابل لهستانی‌ها در سال ۱۹۲۰، توسعه دادند. آن‌ها عقیده داشتند که ارتش‌های مدرن بسیار بزرگ‌تر و مقاوم‌تر از آن هستند که در یک نبرد شکست داده شوند. بدین جهت نیروی مهاجم می‌بایست مجموعه‌ای از نبردهای تهاجمی انجام می‌داد که هر یک با رخنه سریع در مناطق پشت سر دشمن و نبردی دیگر هنگامی که مدافعان موفق شوند نیروهای خود باز سازمان‌دهی کنند، دنبال می‌شد. در دهه ۱۹۲۰ و ۱۹۳۰ مفهوم تاکتیکی «نبرد عمیق» را تکمیل نمودند. برنامه‌ریزی می‌شد از فناوری‌های جدید همچون تانک‌ها و هواگردها در نفوذ در نظام دفاعی پیچیده دشمن استفاده شود.
سال ۱۹۳۶، تغییرات فناوری، موجب ارائه مفهوم بزرگ‌تر «عملیات عمیق» شد. در این مفهوم به جای برنامه‌ریزی برای نفوذ در دفاع دشمن با یک نبرد عمیق، توخاچفسکی و دیگر نظریه‌پردازان نفوذ در یک عمق راهبردی ۱۰۰ کیلومتری یا طولانی‌تر را ارائه کردند. بر این مبنا در چنین عملیات عمیقی استفاده از تسلیحات نوین در وارد آوردن یک ضربه به دشمن جهت از بین بردن نظام دفاعی آن تا حداکثر عمق ممکن و سپس بهره‌گیری به اندازه‌ای سریع از آن که دشمن قادر به سازمان‌دهی مجدد یگان‌های خود نباشد، مسئله اصلی به حساب می‌آمد. این به معنای عملیات‌های همزمان در نقاط مختلف با هماهنگی دقیق بود. توخاچفسکی و سایر نظریه‌پردازان در ابتدا قصد داشتند از تسلیحات دوره جنگ داخلی شامل پیاده‌نظام، توپخانه و سواره‌نظام با پشتیبانی خودروهای زرهی استفاده کنند. در این زمان به تانک‌ها به عنوان ادوات پشتیبانی پیاده‌نظام برای یاری‌رسانی هنگام رخنه در دفاع آماده دشمن، نگریسته می‌شد. اوایل دهه ۱۹۳۰، نظریه پردازان ارتش سرخ تمامی حوزه نیروهای مکانیزه را وارد چارچوب اقدامات خود کردند. بر این اساس پیاده‌نظام با جلوداری تانک‌ها و پشتیبانی توپخانه و یگان‌های مهندسی، در دفاع دشمن نفوذ می‌کرد؛ درحالی‌که هواگردها و بخش دیگری از توپخانه اراضی پشت سر دشمن را هدف قرار می‌دادند تا تهاجم با آرایش‌های بزرگ و مستقلی از نیروهای هوابرد و زرهی دنبال شود. این مفاهیم تحت عنوان «قواعد موقت خدمات میدانی» در سال ۱۹۳۶ مدون شدند.

### پاکسازی بزرگ
تا سال ۱۹۳۹ مزیت و برتری ارتش سرخ بر نیروهای مسلح سایر کشورها از میان رفت. عمده دلیل این اتفاق ضربه وارده به آن در اثر پاکسازی بزرگ بود. در جریان این پاکسازی از میانه دهه ۱۹۲۰ تا میانه دهه ۱۹۳۰ قریب به ۴۷ هزار نفر از افسران ارتش سرخ که بیشتر آن سابقه خدمت در نیروی زمینی امپراتوری روسیه را داشتند، اخراج گردیدند. سه هزار تن از این افراد به اتهام «رفتار و عملکرد مجرمانه» محکوم شدند. از سال ۱۹۳۷ تمرکز خاص استالین بر پاکسازی ارتش سرخ قرار گرفت. بحث‌های فراوانی پیرامون انگیزه‌های این عمل صورت گرفته‌است. عده‌ای معتقدند ترس استالین از خیانت نظامیان باعث آن بوده‌است؛ درحالی‌که عده دیگری دلیل آن را جلوگیری از محدودسازی قدرت او توسط ارتش سرخ دانسته‌اند. علاوه‌براین، استالین همواره احساس خوبی نسبت به نظریه‌پردازان نوآور همچون توخاچفسکی نداشت. از این رو ماه ژوئن سال ۱۹۳۷ توخاچفسکی به همراه عده‌ای از هوادارنش دستگیر و پس از محاکمه اعدام شد. در طی یک سال آینده ۳ تن از ۵ مارشال اتحاد شوروی، ۱۴ تن از ۱۶ فرمانده ارتش‌ها، ۶۰ تن از ۶۷ فرمانده سپاه‌ها ۱۳۶ تن از ۱۹۹ فرمانده لشکرها و ۲۲۱ تن ۳۹۷ فرمانده تیپ‌ها زندانی یا اعدام گشتند. هزاران تن از افسران ارشد دیگر نیز به این عاقبت گرفتار گردیدند. اثر پاکسازی بزرگ بر ارتش، مخصوصاً در اثر همزمانی آن گسترش همه‌جانبه نیروهای مسلح، فاجعه بار بود و تلاطم شدیدی در رده‌های فرماندهی آن ایجاد کرد که موجب کاهش توانمندی طرح‌ریزی و آمادگی رزمی شد.
این پاکسازی سبب کمبود فرماندهان و افسران ستادی آموزش‌دیده جهت اجرای مفاهیم رسمی در ارتش سرخ شد. تلفات به اندازه‌ای سریع و جدی بود که دانشجویان دانشکده ستاد کل ووراشیلوف در سال ۱۹۳۷ برای پر کردن خلأ جایگاه‌های ستادی و فرماندهی پیش از موعد فارغ‌التحصیل شدند. از ۱۳۸ تن اعضای این دانشکده، ۶۸ نفر در مناصب کلیدی ستادی و فرماندهی منصوب گشتند. از مابقی این افراد، ۶۰ نفر خود پاکسازی و اعدام شدند. شوروی همچنین سعی کرد با تسریع ترفیع درجه افسران جز آثار پاکسازی را جبران نماید. بدین ترتیب بین ماه‌های ماه ۱۹۳۷ تا مارس ۱۹۴۸ حدود ۳۹ هزار نفر ترفیع یافتند. با این اقدامات میانگین سن فرماندهان هنگ‌ها به ۲۹ تا ۳۳ سال، لشکرها به ۳۵ تا ۳۸ سال و سپاه‌ها و ارتش‌ها به ۴۰ تا ۴۳ سال تقلیل یافت. به جز معدود نفراتی که در درگیری‌ها با ژاپن و فنلاند حضور داشتند، پس از پاکسازی این نیرو دیگر از افسران باتجربه و با اعتماد به نفس خالی شده بود. برخلاف آلمانی‌ها که سپردن ابتکار عمل به افسران پایین رده اعتقاد داشتند، فرماندهان ارتش سرخ در پی این تحولات فراگرفتند که هر گونه عمل مستقلانه برای سلامت شخصی آن‌ها بسیار مضر است. این افسران سعی می‌کردند بدون توجه به شرایط، صرفاً به دستورالعمل‌ها پایبند باشند. این اتفاقات باعث کاهش شدید روحیه و انسجام بین بسیاری از نیروهای ارتش سرخ گشت. بسیاری از جایگاه‌های کلیدی که خالی شده بود، با افراد بی‌کفایتی پر شد که صرفاً از نظر سیاسی «امن» بودند.

## جنگ جهانی دوم

### دکترین پیش از جنگ
با وجود این که راهبرد ارتش سرخ به حالت دفاعی تغییر کرده بود، دکترین و شیوه استقرار نیروهای ارتش سرخ همچنان نشان‌گر نظریه تهاجمی «عملیات در عمق» میخائیل توخاچفسکی بود. برخلاف آلمانی‌ها، با وجود تأکید بر اهمیت ضد حملات، ارتش سرخ، حداقل در سطح ابتدایی، توسعه مفاهیم و دستورالعمل‌های دفاعی را نیز لحاظ کرد. مفهوم دفاعی بنیادی ارتش سرخ بدین صورت بود که استحکامات مناطق مرزی می‌بایست در پیشروی مهاجمان تأخیر ایجاد می‌کردند تا نیروهای اصلی ضد حملات را اجرا نمایند. بدین منظور استحکامات موجود در مرز پیشین با لهستان (خط استالین) جمع‌آوری و سعی در ایجاد ۲۰ منطقه استحکامات جدید تحت عنوان مناطق ویژه نظامی، در مرزهای مناطق اشغالی سال ۱۹۳۹، شد. هنگام آغاز جنگ در سال ۱۹۴۱، مقدار بسیار زیادی از کار تکمیل این استحکامات همچنان باقی‌مانده بود.

### طرح دفاعی
نظریه‌پردازان ارتش سرخ در بعد دفاع راهبردی سعی داشتند دو دارایی عمده شوروی یعنی فضا و نیروی انسانی را به‌کارگیرند تا در صورت لزوم با فدا کردن آن‌ها ابتکار عمل را باز پس گرفته و در موعد مناسب ضربه پس‌زننده را به دشمن وارد آورند. در توسعه یک روش مناسب جهت اجرای یک دفاع راهبردی در مقابل یک تهاجم از غرب، توخاچفسکی و جانشینان او نظریه عملیات‌های عمیق در لایه‌بندی مراحل یک تهاجم را به صورت معکوس به‌کار بردند. راهبرد دفاع اساساً گونه چینش نیروها بر اساس سرعت، تسلیحات و توان آتش را بازتاب و جبهه نبرد را به سه حوزه تحرک تقسیم می‌نمود.
1. حوزه تاکتیکی دفاع، ناحیه‌ای که متأثر از تهاجم اولیه دشمن می‌شد
2. حوزه عملیاتی دفاع، ناحیه‌ای پشت و تا عمق ۲۵۰ کیلومتری خط اصلی مقاومت
3. حوزه راهبردی دفاع، در ناحیه‌ای فراتر از ۲۵۰ کیلومتر از خط اصلی مقاومت[۱۶]

در طرح اولیه توخاچفسکی ارتش‌های خط مقدم با حفاظت استحکامات در غربی‌ترین مواضع، نقش نخستین لایه دفاع تاکتیکی را داشتند. وظیفه گروه عملیاتی در پشت نخستین حوزه تاکتیکی، تهاجم به جناحین دشمنِ در حال پیشروی به شرق بود تا با مستهلک ساختن آن، در زمانی مناسب سومین لایه یعنی ذخیره راهبردی در ضد حمله‌ای همه‌جانبه وارد عمل شود.
شرایط سیاسی-راهبردی سال ۱۹۴۱ تفاوت زیادی با سال ۱۹۳۴ که این طرح تنظیم شده بود، داشت اما فعالیت ستاد کل ارتش سرخ بر مبنای همین نظریات کار بر روی آماده‌سازی دفاعی را انجام داد.

### توان و سازمان

#### هنگام آغاز جنگ

##### نیروی زمینی
نیروی زمینی ارتش سرخ ۲۲ ژوئن سال ۱۹۴۱ شامل ۴ جبهه، ۲۷ ارتش، ۲۹ سپاه مکانیزه، ۶۲ سپاه تفنگدار، ۴ سپاه سواره‌نظام، ۵ سپاه هوابرد، ۳۰۳ لشکر، ۵۷ ناحیه استحکامات، ۵ تیپ مستقل تفنگدار، ۱۰ تیپ ضد تانک، ۹۴ هنگ توپخانه سپاه، ۷۵ هنگ توپخانه ذخیره فرماندهی عالی (استاوکا) و ۳۴ هنگ مهندسی، با مجموع توان نزدیک به ۵ میلیون نفر، می‌شد. این ۳۰۳ لشکر خود شامل ۱۹۸ لشکر تفنگدار، ۶۱ لشکر تانک، ۳۱ لشکر مکانیزه و ۱۳ لشکر سواره‌نظام بود. نیروهای میدانی در مرزهای شرقی در ۳ جبهه شمال غربی، غربی و جنوب غربی سازمان یافته بودند. روز ۲۲ ژوئن یک ارتش مجزای نهم از نیروهای مناطق ویژه نظامی بالتیک، غرب و کیف شکل گرفت و روز ۲۴ ژوئن جبهه شمالی نیز توسط منطقه نظامی لنینگراد پدید آمد. تمامی این نیروهای میدانی شامل ۱۵ ارتش، ۲۰ سپاه مکانیزه، ۳۲ سپاه تفنگدار، ۳ سپاه سواره‌نظام، ۳ سپاه هوابرد، ۱۶۳ لشکر (۹۷ لشکر تفنگدار، ۴۰ لشکر تانک، ۲۰ لشکر مکانیزه و ۶ لشکر سواره‌نظام)، ۴۱ ناحیه استحکامات، ۲ تیپ مستقل تفنگدار، ۱۰ تیپ ضد تانک، ۸۷ هنگ توپخانه (۵۲ سطح سپاه و ۳۵ ذخیره استاوکا) و ۱۸ هنگ مهندسی با مجموع توان ۲٫۹ میلیون نفر می‌شد.
ذخیره استاوکا شامل ۶ ارتش، ۱۴ سپاه تفنگدار، ۵ سپاه مکانیزه، ۶۷ لشکر (۴۲ لشکر تفنگدار، ۱۰ لشکر تانک و ۵ لشکر مکانیزه)، ۱۷ هنگ توپخانه (۱۳ سطح سپاه و ۴ ذخیره استاوکا) بود. مابقی مناطق نظامی و جبهه خاور دور نیز ۶ ارتش، ۱۶ سپاه تفنگدار، ۴ سپاه مکانیزه، ۸۳ لشکر (۵۹ لشکر تفنگدار، ۷ لشکر سواره‌نظام، ۱۱ لشکر تانک و ۶ لشکر مکانیزه)، ۱۶ ناحیه استحکامات، ۳ تیپ مستقل تفنگدار، ۶۵ هنگ توپخانه (۲۹ سطح سپاه و ۳۶ ذخیره استاوکا) و ۱۶ هنگ مهندسی در اختیار داشتند.
بر اساس طرح دفاعی پیش از جنگ، نیروهای ارتش سرخ به صورت راهبردی لایه به لایه در عمق چیده شده بودند. لایه راهبردی نخست متشکل از نیروهای میدانی شامل ۱۷۱ لشکر (۱۴ لشکر تفنگدار، ۴۰ لشکر تانک، ۲۰ لشکر مکانیزه و ۷ لشکر سواره‌نظام)، از خط مقدمی به طول ۴۵۰۰ کیلومتر از دریای برنتس تا دریای سرخ قرار گرفته بودند. خود این نیروهای میدانی در قالب سه لایه با به ترتیب ۵۶ لشکر و ۲ تیپ، ۵۲ لشکر و ۵۰ لشکر، مجموعاً با عمق صد کیلومتر آرایش یافته و ۶۲ لشکر نیز در عمق ۱۰۰ تا ۴۰۰ کیلومتری از مرز در جایگاه ذخیره قرار گرفته بود. لایه راهبردی دوم نیز شامل ۵۷ لشکر استاوکا در قالب ۶ ارتش می‌شد که از ۲۲ ژوئن شروع به استقرار در طول رودهای دوینا و دنیپر کردند. در نهایت ذخیره راهبردی نیز شامل تمامی نیروهای مناطق نظامی دیگر و جبهه خاور دور می‌گردید.
با این وجود، لشکرهای ارتش سرخ هر یک با شمار قوای ۸ هزار نفر یا کمتر، به شدت در شرایط ضعیفی داشتند. این لشکرها از کمبودهای عمده‌ای در تجهیزاتی چون مسلسل، خمپاره‌انداز ۱۲۰ میلی‌متری و توپ‌های ضدهوایی رنج می‌بردند. پشتیبانی آتش و تعمیراتی اندکی نیز در اختیار این یگان‌ها بود. ارتش‌های میدانی سازمان مؤثری در مناطق به تازگی اشغال شده نیافته بودند و این باعث پشتیبانی ضعیف از یگان‌های خط مقدم می‌شد.
| گونه                        | برنامه‌ریزی‌شده | در واقع |
| --------------------------- | ------------- | ------- |
| تانک‌های سنگین کی‌وی          | ۳۵۲۸          | ۵۰۸     |
| تانک متوسط تی-۳۴            | ۱۱۷۶۰         | ۹۶۷     |
| تانک سبک تی-۲۸              | –             | ۵۰۰     |
| تانک‌های سبک بی‌تی            | ۷۸۴۰          | ۶۰۰۰    |
| تانک سبک تی-۲۶              | ۵۸۸۰          | ۱۱۰۰۰   |
| تانک‌های شناسایی تی-۳۷/۳۸/۴۰ | ۴۷۶           | ۴۲۲۲    |
| مجموع                       | ۲۹۴۸۴         | ۲۳۱۹۷   |
| خودروی زرهی                 | ۷۴۴۸          | ۴۸۱۹    |

##### نیروی هوایی
در سازمان‌دهی نیروی هوایی ارتش سرخ هوانوردی دور برد به عنوان ابزاری راهبردی، مستقیماً تحت امر فرمانده نیروی هوایی قرار داشت درحالی‌که هدایت جبهه‌های هوایی به فرماندهان مناطق نظامی، ارتش‌های هوایی به فرماندهان ارتش‌ها و نیروهای هوایی به فرماندهان سپاه‌ها سپرده شده بود. هوانوردی بمب‌افکن‌های دور برد به ۵ سپاه هوایی بمب‌افکن هر یک با ۲ لشکر هوایی بمب‌افکن و ۳ لشکر هوایی بمب‌افکن مجزا تقسیم می‌گشت. جبهه‌ها و ارتش‌های هوایی در مجموع ترکیبی از ۶۱ لشکر هوایی جنگنده و بمب‌افکن به گرفته بودند. از این مقدار ۳۱ لشکر به نیروهای میدانی و ۳۰ لشکر به مناطق نظامی و جبهات غیرفعال تعلق داشت. در کنار این، نیروی هوایی طیف گسترده‌ای از هنگ‌های هوایی مستقل در اختیار داشت که عموماً از نیروهای دور افتاده‌تر پشتیبانی می‌کردند. این تعداد شامل ۷ هنگ شناسایی هوایی، ۵ تیپ هوایی ترکیبی، ۲ هنگ هوایی ترکیبی، ۲ هنگ هوایی جنگنده، ۱ هنگ هوایی بمب‌افکن و ۷ هنگ هوایی تصحیح توپخانه بود.
روز ۲۲ ژوئن سال ۱۹۴۱، توان نیروی هوایی ارتش سرخ در مجموع شامل ۱۹۵۳۳ هواگرد رزمی می‌شد. از این مقدار ۲۳۱۱ هواگرد مربوط به هوانوردی بمب‌افکن‌های دور برد و ۱۳۲۸۸ هواگرد مربوط به نیروهای هوایی در مناطق نظامی می‌گشت. مابقی ۳۹۳۴ هواگرد در خدمت دانشکده‌های آموزشی بودند. در این شرایط ۶۱ درصد آرایش‌های هوایی، ۵۳ درصد از هواگردهای آن و ۴۵ درصد نفرات نیروی هوایی به مناطق نظامی غربی تعلق یافته بود. در مجموع ۷۱۳۳ هواگرد در این مناطق نظامی مستقر گشته بود که ۱۲۷۰ فروند به منطقه نظامی لنینگراد، ۱۲۱۱ فروند به منطقه ویژه نظامی بالتیک، ۱۷۸۹ فروند به منطقه ویژه نظامی غرب، ۱۹۱۳ فروند به منطقه ویژه نظامی کیف و ۹۵۰ فروند به منطقه ویژه نظامی اودسا تعقل داشت.
بخشی از ادوات نیروی هوایی ارتش سرخ در قسمت فرماندهی دفاع هوایی به کار برده شده بود. این مقدار شامل ۴۰ هنگ هوایی جنگنده می‌شد که بر روی کاغذ ۲۵۲۰ جنگنده به آن‌ها تعلق داشت اما در حقیقت کمتر از ۱۵۰۰ جنگنده در اختیار آن‌ها بود.

#### در طول جنگ
با در نظر گرفتن توان آن هنگام آغاز جنگ در ۲۲ ژوئن سال ۱۹۴۱ و بسیج صورت پذیرفته تا روز ۳۱ دسامبر همان سال، ارتش سرخ در طول شش ماه آغازین جنگ حدود ۴۸۳ لشکر تفنگ‌دار، ۷۳ لشکر تانک، ۳۱ لشکر مکانیزه و ۱۰۱ لشکر سواره‌نظام با مجموع ۶۸۸ لشکر وارد میدان‌های نبرد نمود. اگر هر دو تیپ را یک لشکر در نظر بگیریم، می‌توان ۱۳۳ لشکر دیگر نیز به این مقدار افزود تا مجموع به ۸۲۱ آرایش در سطح لشکر برسد. از این میزان ۴۴۷ لشکر در روز ۱ اوت در میدان بودند. به هر صورت این مسئله نیز می‌بایست مورد توجه باشد که توان بسیج‌شده هر یک از این لشکرها تقریباً نصف لشکرهای آلمانی بود.

### بسیج

#### پیش از آغاز جنگ
در بستر رو به فزونی تهدید شرایط سیاست اروپا پس از سال ۱۹۳۵ و آغاز جنگ فراگیر در این قاره در سال ۱۹۳۹، شوروی نیروهای مسلح خود را آماده جنگ کرد. نظام رهبری سیاسی و نظامی اصلاح شد و تشکیلات نظامی این کشور در جهت ارتقا ظرفیت رزمی آن به شدت گسترش یافت. ستاد کل نیروهای مسلح شوروی طرح‌های جنگی خود را به منظور انطباق با تهدیدات نو، متحول ساخت و نظام بسیج ارتش سرخ را بر مبنای آن تغییر داد. بین سال‌های ۱۹۳۷ تا ۱۹۳۹، شوروی به منظور افزایش بزرگی و ارتقا آمادگی نیروهای زمان صلح خود و تسهیل انتقال آن‌ها به شرایط جنگی، نظام سنتی نیروی انسانی خود را که مبتنی بر شبه‌نظامیان منطقه‌ای بود، به نظام نیروی انسانی منظم بدل ساخت. قانون ۱ سپتامبر سال ۱۹۳۹ در ارتباط با خدمت عمومی نظامی، نیروی انسانی کافی در جهت نیل به اهداف در اختیار این نظام جدید قرار داد. این تمهیدات سبب شد توان هنگام صلح ارتش سرخ از ۱٫۵ میلیون نفر در ماه ژانویه سال ۱۹۳۸ به بیش از ۵ میلیون نفر در ماه ژانویه سال ۱۹۴۱ افزایش یابد و امکان بسیج بیش ۵۰۰ لشکر در هنگام جنگ فراهم آید.
بحران‌های بین سال‌های ۱۹۳۷ تا ۱۹۳۹، موجب شد شوروی نظام بسیج نیروهای خود را در ورطه آزمایش قرار دهد و با استفاده از تجربیات حاصل از آن طرح‌های جنگی و برنامه‌های بسیج خود را از طریق تحلیل مداوم شرایط ژئوپلیتیک و انجام برنامه‌ریزی‌های سطح بالای راهبردی، تا هنگام آغاز جنگ با آلمان در ماه ژوئن سال ۱۹۴۱، بهبود ببخشد. این طرح‌های اصلاح‌شده توان تهدیدات (به‌طور عمده آلمان و ژاپن) را برآورد و سطح نیروهای دوره صلح و بسیج شوروی را در جهت مقابله با این تهدیدات احتمالی تنظیم می‌کرد. درحالی‌که رهبران شوروی نیروهای مسلح خود را برای یک جنگ فراگیر آماده می‌کردند، آمادگی رزمی ارتش سرخ در درگیری‌های محدود در لهستان، مغولستان، فنلاند و رومانی مورد آزمایش قرار گرفت. در اغلب موارد ارتش سرخ از این آزمایش‌ها سربلند خارج نشد. شکست‌های شرم‌آور ارتش سرخ در میدان‌های نبرد و کمبودهای شدید در آمادگی رزمی آن، موجب پدیداری حس جدیدی از اضطرار در میان برنامه‌ریزان راهبردی گشت و باعث شتاب گرفتن اصلاح‌گری، دوباره‌سازی و تسلیح مجدد ارتش سرخ پیش از درگیری آن در جنگ، شد.
با دستیابی به داده‌های اطلاعاتی مبنی بر افزایش تهدید آلمان بین ماه‌های آوریل و ژوئن سال ۱۹۴۱، ارتش سرخ شروع به تسریع آماده‌سازی برای جنگ از طریق استقرار راهبردی مخفیانه نیروها کرد. این اقدام اواخر ماه آوریل با انتقال نیروهای منطقه فرا بایکال و خاور دور به مناطق غربی آغاز شد و با حرکت یگان‌هایی از منطقه اورال و سیبری در اوایل ماه مه به سمت غرب ادامه پیدا کرد. ماه آوریل افزایش بزرگی لشکرهای تفنگ‌دار در شرایط جنگی به ۱۴۵۰۰ نفر به تأیید کمیساریای خلق دفاع رسید و دستور به رساندن توان ۹۹ لشکر به این مقدار داده شد. با این وجود تنها ۲۱ لشکر تا آغاز جنگ موفق به تحقق این فرمان گشتند. این کمیساریا ۱۳ ماه مه ارتش سرخ را ملزم به بسیج و تشکیل ۷ ارتش (۶۷ لشکر) به عنوان ذخیره راهبردی نمود. این ارتش‌ها می‌بایست تا ۱۰ ماه ژوئیه در طول دو رودخانه دوینا و دنیپر مستقر می‌شدند. این نیروهای ذخیره شامل ارتش‌های ۱۶ام، ۱۹ام، ۲۱ام و ۲۲ام از مناطق نظامی فرا بایکال، قفقاز شمالی، ولگا و اورال که از میانه ماه مه شروع به حرکت کردند و ارتش‌های ۲۰ام، ۲۴ام و ۲۸ام از مناطق نظامی مسکو، اریول، ولگا، سیبری، آرخانگلسک و خاور دور که از ۲۲ ژوئن شروع به استقرار کردند، می‌شد.
با وجود تلاش‌های فراوان، شبکه خطوط آهن شوروی جهت یک بسیج سریع و انتقال نیروها از نواحی داخلی به مناطق مرزی ناکافی بود. تنها راه‌حلی که سران ارتش سرخ می‌توانستند بدین منظور به آن عمل کنند تمرکز نیروها و تدارکات در نزدیکی مرزی پیش از آغاز جنگ بود. علاوه بر این، عقیده رهبران شوروی بر دفاع از هر سانتی‌متر از خاک این کشور نیز تقویت کننده چنین اقدامی بود. بدین ترتیب از اوایل ماه ژوئن تحت پوشش «رزمایش بزرگ» و بر مبنای طرح دفاعی تنظیم شده، کمیساریای خلق در امور دفاع ۷۹۳۵۰۰ نفر را برای تکمیل نیروهای ۱۰۰ لشکر و استحکامات دفاعی، به خدمت احضار نمود. تا ۲۲ ژوئن ۹ لشکر از ارتش ۱۹ام در جایگاه‌های خط مقدم خود مستقر شده بودند و ۱۹ لشکر از ارتش‌های ۱۶ام، ۲۱ام و ۲۲ام در راه مواضع مشخص شده خود در خط مقدم بودند. بسیاری از این لشکرهای بسیج شده در وضعیت حداکثر توان خود نبودند و تکمیل این مسئله تا اوایل جنگ به طول انجامید. در نهایت پیش از آغاز جنگ از مجموع ۶٫۵ میلیون نیروی برنامه‌ریزی شده جهت استقرار در مناطق مرز تنها ۲٫۹ میلیون نفر محقق گشت. با وجود پیشرفت استقرار راهبردی نیروها در جایگاه‌های مورد نظر، نگرانی استالین از تحریک آلمانی‌ها به شدت از اجرای تمهیدات لازم در سطح تاکتیکی و عملیاتی جلوگیری کرد.
رهبران ارتش سرخ تصور می‌کردند همانند جنگ جهانی اول، پس از آغاز جنگ شروع هر گونه عملیات بزرگی دست کم دو هفته به طول خواهد انجامید. این تصور عدم ارسال هشدار از طرف مهاجمان، همانند کاری که آلمان در جنگ با لهستان، دانمارک و نروژ انجام داد، را غیرممکن تلقی می‌نمود. به هر صورت همان‌طور که گفته شد رهبران شوروی با در نظر گرفتن جانب احتیاط، پیش از آغاز جنگ دست به برخی اقدامات احتیاطی زدند.

#### پس از آغاز جنگ

##### نیروی زمینی
آغاز تهاجم آلمان از روز ۲۲ ژوئن سال ۱۹۴۱، برنامه بسیج نیروهای ارتش سرخ را دچار اختلال کرد. با این حال بسیج طبق برنامه برنامه پیش رفت. تا ۱ ژوئیه حدود ۵٫۳ میلیون نفر دیگر به خدمت احضار گشتند و پس از آن نیز تعداد ارتش‌ها، سپاه‌ها و لشکرها بطور مداوم افزایش یافت. تا ۱۰ ژوئیه کمیته تازه‌تشکیل‌شده دفاع کشور بسیج ۵۶ لشکر دیگر را به اتمام رساند و نیروهای ارتش‌های ۱۳ام، ۱۸ام و ۲۸ام را تکمیل نمود. این کمیته همچنین شروع به تشکیل موج جدیدی از ارتش‌های ذخیره شامل ارتش ۳۱ام کرد. ارتش‌های ۲۸ام و ۳۱ام در کنار ارتش ۲۴ام به عنوان جایگزین ارتش‌هایی که به جبهه‌ها منتقل گشته بودند، در جایگاه ذخیره استاوکا قرار گرفتند. تا روز ۱ اوت مقدار نیروهای به‌تازگی بسیج شده به ۱۴۴ لشکر و با وجود از دست رفتن ۴۶ لشکر در میدان‌های نبرد، مجموع توان ارتش سرخ به ۴۰۱ لشکر رسید. به کمک این لشکرها ارتش‌های سوم، ۲۹ام تا ۳۶ام (بجز ۳۱ام) و ۴۵ام تا ۴۷ام ایجاد گردیدند. ارتش سوم به جبهه جدید مرکزی و ارتش‌های ۲۸ام، ۲۹ام و ۳۰ام به جبهه غربی ملحق شدند. استاوکا با ارتش‌های ۳۲ام، ۳۳ام، ۳۴ام و ۴۳ام و ارتش‌های پیشین ۲۴ام و ۳۱ام جبهه جدید ذخیره را تشکیل داد. استاوکا همچنین ارتش ۳۵ام را به جبهه خاور دور منتقل کرد و ارتش ۳۶ام را در منطقه نظامی فرا بایکال و ارتش‌های ۴۴ام تا ۴۷ام را در منطقه نظامی فرا قفقاز ایجاد نمود. در طول ماه اوت استاوکا ارتش‌های ۳۷ام، ۳۸ام، ۴۰ام، ۴۲ام، ۴۸ام تا ۵۲ام و ۵۵ام را پدید آورد و به جبهه‌های فعال ارسال کرد. بدین ترتیب نظام بسیج شوروی تا ۱۰ ژوئیه مجموع ۴ ارتش و ۵۶ لشکر و تا ۱ اوت مجموع ۱۷ ارتش و ۱۴۴ لشکر به توان ارتش سرخ افزود. ماه اوت نیز ۹ ارتش دیگر تشکیل گشتند تا توان ارتش سرخ تا ۱ سپتامبر به ۵۰ ارتش، ۴۵۰ لشکر (۳۵۶ تفنگ‌دار، ۳۱ تانک، ۵ مکانیزه و ۵۸ سواره‌نظام)، ۷ تیپ تفنگ‌دار و ۳۷ منطقه استحکامات برسد.
از آن پس نیز بسیج نیروها با سرعت دیوانه‌واری ادامه پیدا کرد به وجهی که تا ۳۱ دسامبر حدوداً مجموع ۲۸۵ لشکر تفنگ‌دار، ۱۲ لشکر بازسازی‌شده تانک، ۸۸ لشکر سواره‌نظام، ۱۷۴ تیپ تفنگ‌دار و ۹۳ تیپ تانک ایجاد شد.

##### نیروی هوایی
با توجه به پیچیدگی فناورانه در ایجاد و تسلیح نیروهای آموزش‌دیده و توانمند در این حوزه، خسارات سنگین وارد آمده به شوروی در روزها و هفته‌های نخستین جنگ و مشکلات گسترده فرماندهی و کنترل، بسیج یگان‌های نیروی هوایی با سرعت کمتری نسبت به نیروی زمینی صورت گرفت.

### تحولات میدانی
جنگ شوروی و آلمان که از آن با عنوان جنگ کبیر میهنی یاد می‌شود، در تاریخ‌نگاری نظامی اتحاد شوروی به سه مرحله عمده تقسیم می‌گردد:
1. دوره نخست (ژوئن ۱۹۴۱ تا نوامبر ۱۹۴۲):

در این دوره ارتش سرخ در حالت دفاع راهبردی قرار داشت و در چندین مورد تلاش کرد عملیات‌های تهاجمی را در جهت‌های پراهمیت صورت دهد.
1. دوره دوم (دسامبر ۱۹۴۲ تا دسامبر ۱۹۴۳):

دوره انتقال ارتش سرخ از عملیات‌های دفاعی به تهاجم کلی جهت گرفتن ابتکار عمل راهبردی از آلمانی‌ها
1. دوره سوم (۱۹۴۴ و ۱۹۴۵):

دوره تهاجم کلی ارتش سرخ که به دستیابی به پیروزی تمام‌عیار آن انجامید

#### نخستین دوره (ژوئن ۱۹۴۱ تا نوامبر ۱۹۴۲)
این دوره نخستین و دشوارترین دوره جنگ برای ارتش سرخ بود که با تهاجم آلمان به شوروی از ماه ژوئن سال ۱۹۴۱ و مجموعه‌ای از نبردهای مرزی آغاز شد. در ابتدای این دوره آلمانی‌ها بخش‌های بزرگی از ارتش سرخ که حدوداً معادل ۵۰ درصد توان آن در هنگام صلح بود، را منهدم کردند. پس از نبردهای محاصره‌ای بزرگ موفق در مینسک، اسمولنسک، کی‌یف، بریانسک و ویازما علیه ارتش سرخ، آلمانی‌ها در تلاش بودند پائیز سال ۱۹۴۱ یا یک محاصره نهایی بر مسکو مسلط شوند. شکست مهاجمان در سلطه بر مسکو، نخستین تلاش عمده ارتش سرخ برای در دست گرفتن ابتکار عمل راهبردی را کلید زد. ارتش سرخ تلاش کرد ضد حمله ابتدایی در ناحیه مسکو را به یک تهاجم همه‌جانبه از لنینگراد در شمال تا روستوف-نا-دونو در جنوب بدل کند. به هر صورت نفرات و ادوات ناکافی موجب فروکش کردن تهاجم ارتش سرخ و قرار گرفتن آن در موقعیتی آسیب‌پذیر در مقابل ازسرگیری تهاجم راهبردی آلمانی‌ها در تابستان سال ۱۹۴۲ شد. پس از عملیات‌های تهاجمی ناموفق و پر خسارت ارتش سرخ در نواحی خارکوف و کرچ در ماه مه سال ۱۹۴۲، آلمانی‌ها یک تهاجم گسترده در جنوب روسیه صورت دادند و تا اواخر پائیز خود را به ولگا و اراضی شمالی کوه‌های قفقاز رساندند. در این زمان، همانند سال ۱۹۴۱، نیروهای آلمانی مجدداً بیش از حد کشیده شدند و ارتش سرخ منابع خود را برای یک ضد حمله بزرگ دیگر بسیج کرد. برخلاف سال ۱۹۴۱، این بار ارتش سرخ با سازمان‌دهی و تمهیدات بهتری اقدام به دفع آلمانی‌ها نمود. عملیات تهاجمی ارتش سرخ در ماه نوامبر سال ۱۹۴۲ در اطراف استالینگراد ابتکار عمل راهبردی را مجدداً در دستان شوروی قرار داد و نشان‌گر پایان مرحله نخست جنگ برای آن بود.